# カリーヴルスト
カリーヴルストまたはカレーヴルスト、クリーヴルスト（ドイツ語: Currywurst, カレーソーセージ）は、ドイツ料理の1つで、特にルーツであるベルリンやルール地方、ハンブルクで人気のソーセージ料理。ヴルストとはドイツ語でソーセージの意。

## 概要
焼いたソーセージ（ブリューヴルストまたはブラートヴルスト）の上にスパイシーなケチャップとカレー粉（あるいはカレーソースとカレー粉）をまぶしただけの単純な料理だが、根強い人気のあるメニューである。レストランよりは街中の軽食スタンドなどで売られていることが多く、注文するとほとんどの場合ブレートヒェン（小さなパン）が1つ（ブレートヒェンに挟む店も多い）か、フライドポテトが付いてくる。一時期は庶民の味、ファストフードとして圧倒的な人気を博した。近年はピザやケバブの人気に押されているものの、ドイツのどこでも食べることのできる大衆食としての地位は不変である。
カリーヴルストは第二次世界大戦後のドイツで普及したが、さまざまなカリーヴルスト店が乱立したために、誰が本物の発案者かはわからなくなってしまっている。ベルリンの有力説では、カリーヴルストのソースはヘルタ・ホイヴァーという女性が発明したとされている。彼女は西ベルリンのシャルロッテンブルクでソーセージ屋台を経営しており、ケチャップ、ウスターシャーソース、カレー粉といった材料をイギリス軍兵士から仕入れていた。1949年9月4日、雨で客が来ないため退屈しのぎに材料を混ぜた結果、カリーヴルストができたという。以後、ベルリン市街を再建する建設労働者の間で人気を博するようになった。全盛期には週に1万本を売ったという屋台をもとに彼女はレストランを開き1974年まで経営したという。ベルリンには2009年に、カリーヴルストの発売60周年を記念してドイツ・カリーヴルスト博物館（カレーソーセージ博物館）が開館している。Chillupという名称でも知られていた。
フォルクスワーゲンのヴォルフスブルク工場では1973年に社員食堂用で提供するカリーヴルストの生産施設を併設している。単にカレー粉をまぶすのではなく、複数のスパイスと共に肉に練り込んでおり、特製のトマトケチャップと合わせた「フォルクスワーゲン・カリーヴルスト」が工場見学者やヴォルフスブルクの来場者に提供されている。

## ギャラリー

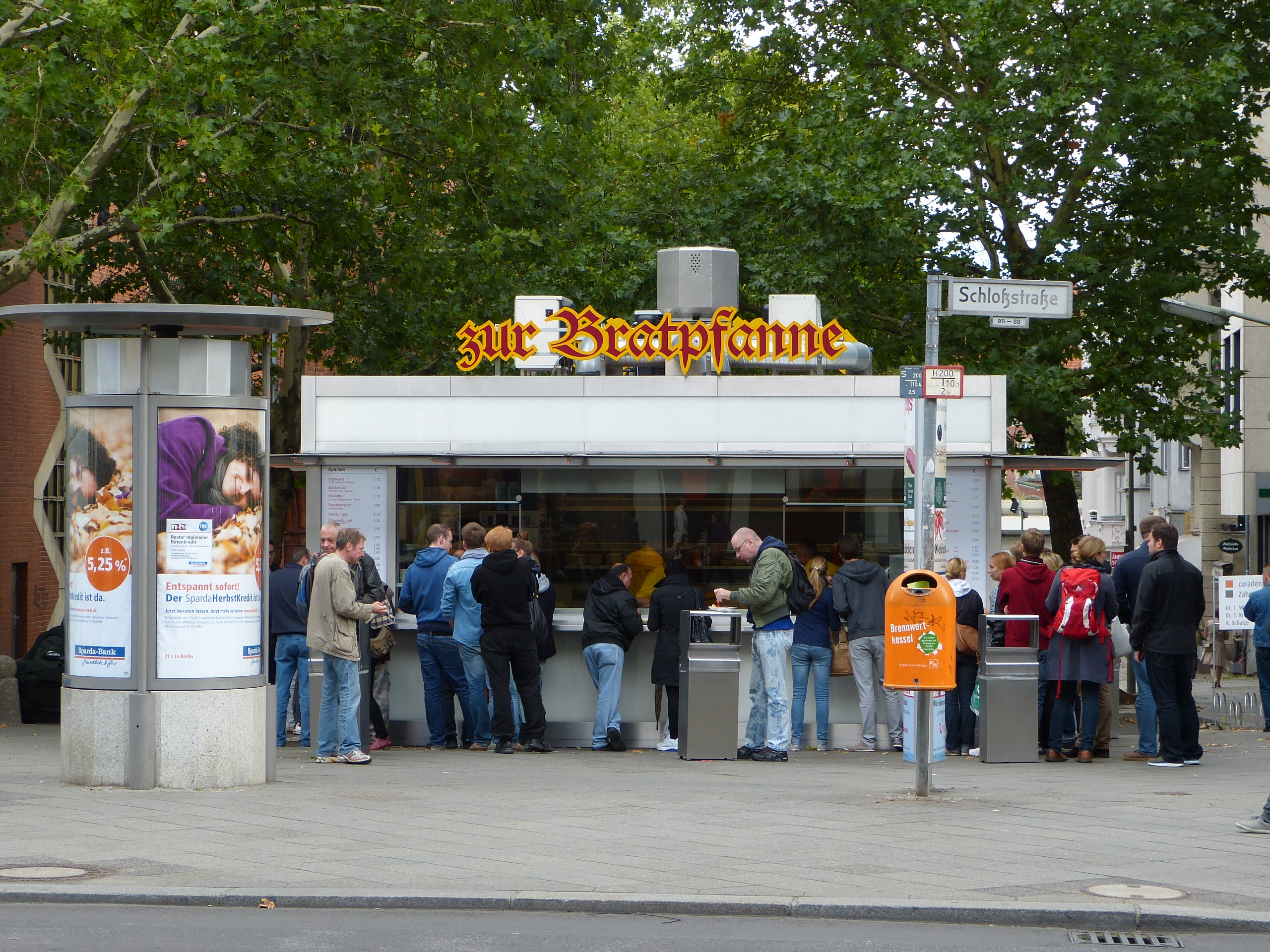
ドイツの軽食屋台の一例。ベルリン・シュテーグリッツ区の中心部にある老舗店「ツア・ブラートファンネ（フライパン屋の意）」。
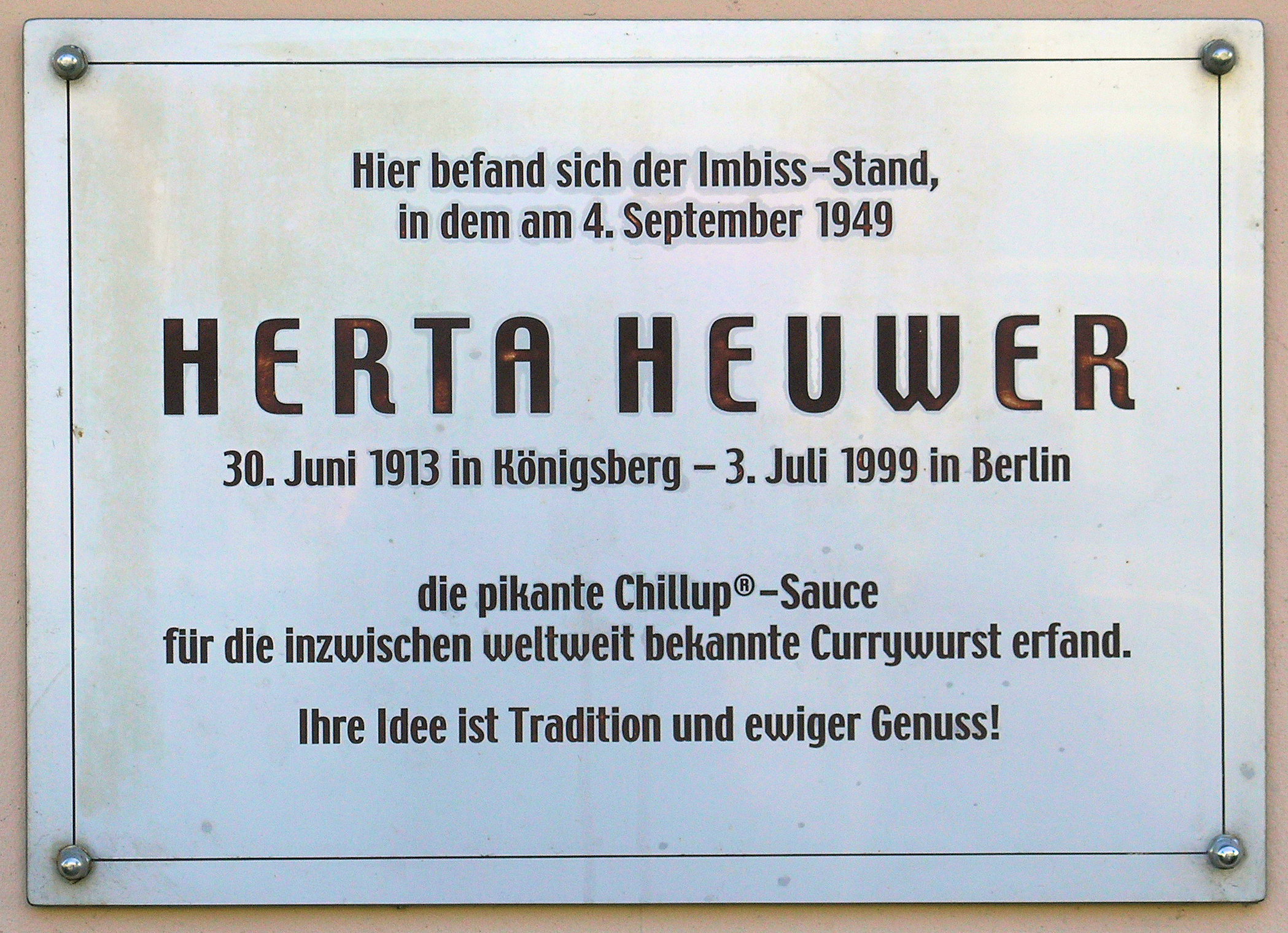
ヘルタ・ホイヴァーのソーセージ屋台跡地を記念する銘板
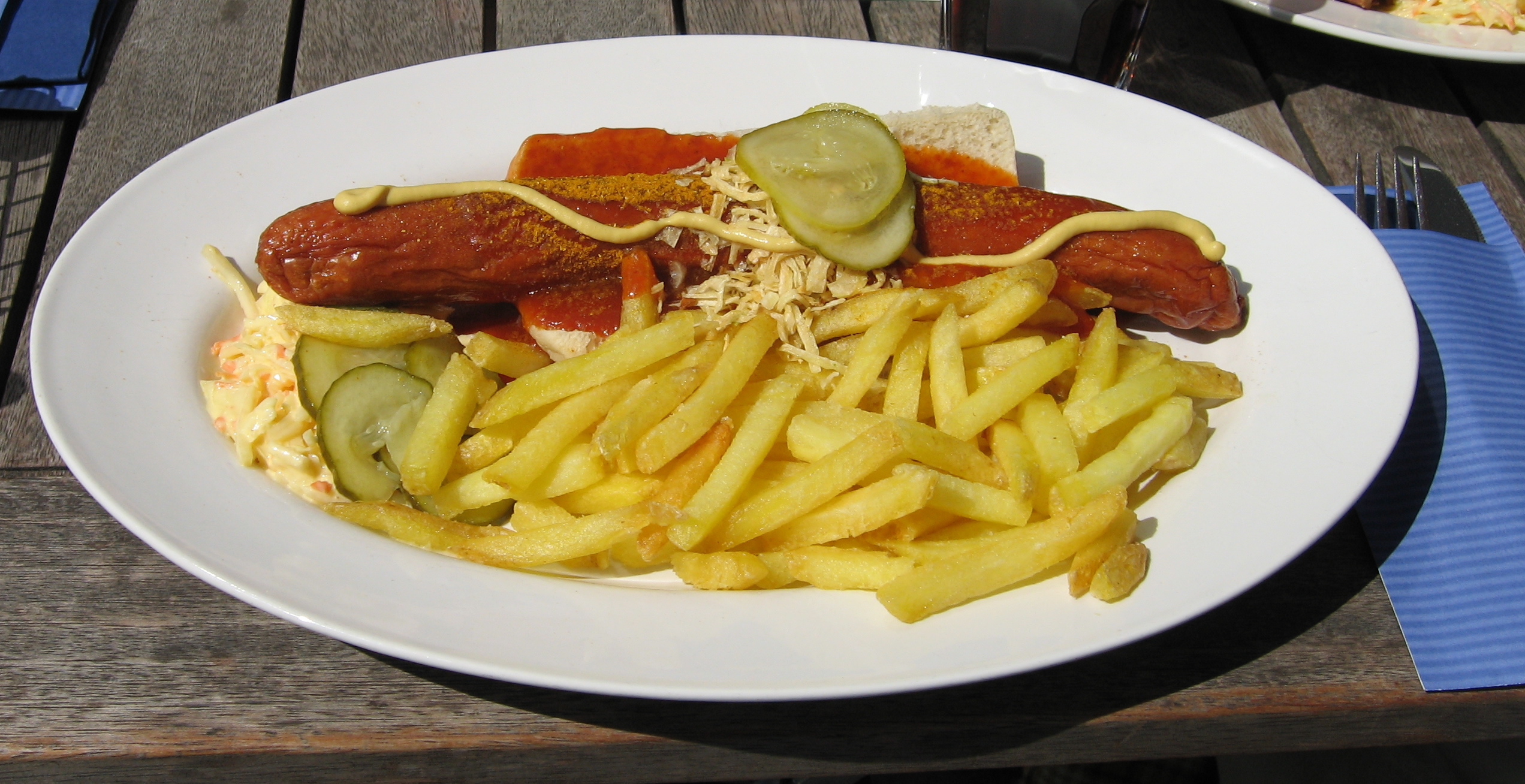
アウトシュタットで提供されているフォルクスワーゲン・カリーヴルスト

## 参考資料
- シリーズ・ドイツの現代文学『カレーソーセージ』 -  FMシアター2006年9月16日放送